# Голубок колумбійський
Голубок колумбійський (Zentrygon linearis) — вид голубоподібних птахів родини голубових (Columbidae). Мешкає в Південній Америці.

## Опис
Довжина птаха становить 27-29 см, вага 230-284 г. Лоб рожевувато-охристий, тім'я пурпурово-коричневе. На скронях сіруваті плями, щоки охристі. На щоках темні темні смуги, від дзьоба до очей ідуть тонкі темні смуги.Верхня частина спини червонувато-пурпурові, решта верхньої частини тіла рудувато-коричневі, задня частина шиї має пурпуровий або бронзово-зелений райдужний відблиск. На шиї з боків є темні смуги. Груди сіруваті або коричнево-сірі, х боків пурпурові, живіт і боки охристо-руді. Очі жовті, оранжеві або червоні, навколо очей вузькі червоні кільця і плями голої синьої шкіри. Лапи червоні. У самиць груди мають буруватий відтінок. Молоді птахи мають більш руде забарвлення, оперення поцятковане коричневими або чорнуватими смугами.

## Підвиди
Виділяють чотири підвиди:
- Z. l. linearis (Prévost, 1843) — Анди в Колумбії і західній Венесуелі (Кордильєра-де-Мерида), гірський масив Сьєрра-Невада-де-Санта-Марта, гори Сьєрра-де-Періха, Прибережний хребет на півночі Венесуели;
- Z. l. trinitatis (Hellmayr & Seilern, 1912) — Прибережний хребет на північному сході Венесуели (Монагас, Сукре), Тринідад і Тобаго.

## Поширення і екологія
Колумбійські голубки мешкають в Колумбії, Венесуелі та на Тринідаді і Тобаго. Вони живуть у вологих гірських і рівнинних тропічних лісах. Зустрічаються поодинці або парами, переважно на висоті до 2500 м над рівнем моря. Живляться насінням.